# Eskilstorpsstrand

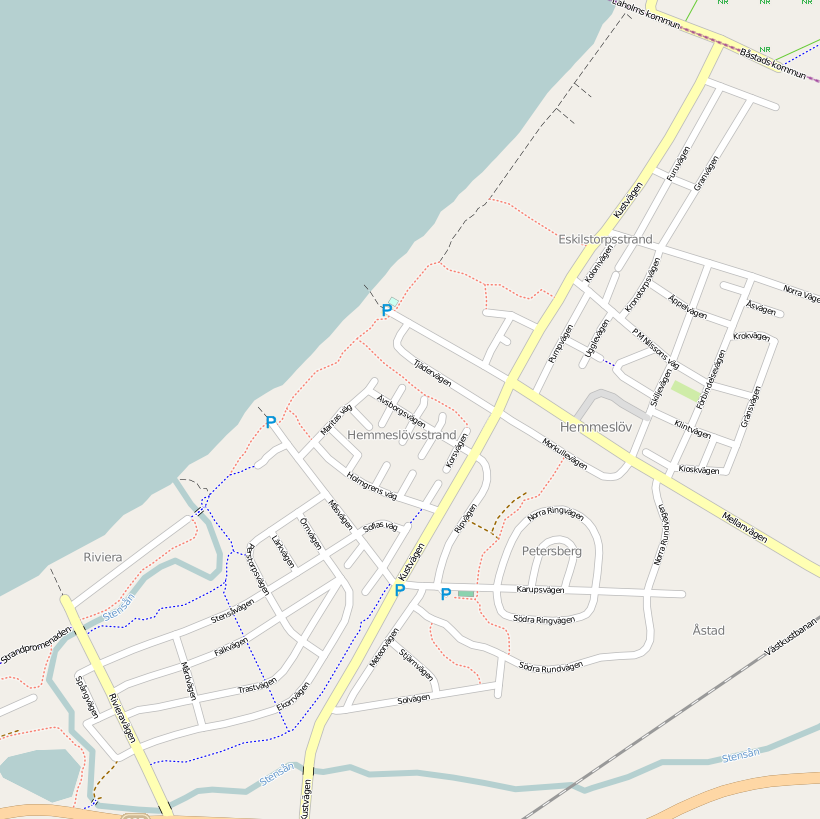
Eskilstorpsstrands orientering i Hemmeslövsområdet

Eskilstorpsstrand är en del av tätorten Båstad i Hemmeslövsområdet i Östra Karups distrikt (Östra Karups socken) i Halland. Nordost om Eskilstorpsstrand ligger Skummeslövsstrand och i söder Hemmeslövsstrand. Ortens kännetecken är tillgången till vandringsstigar såsom Bokstigen, Bäckstigen, Ekstigen och Tallstigen samt stranden och trollskogen vid Södra Skummeslövs naturreservat.

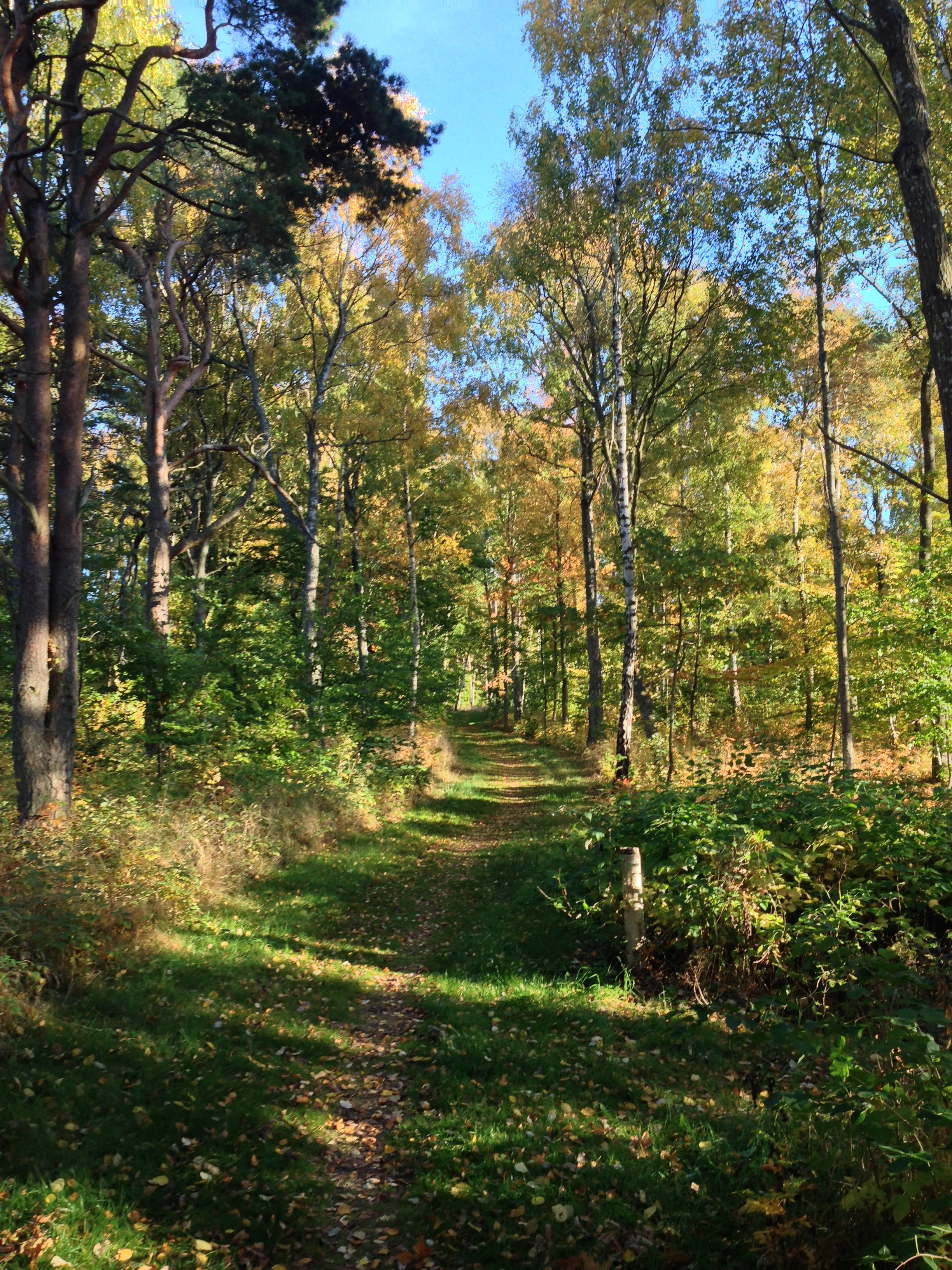
Bokstigen

## Gamla Klippans stugby
Området är cirka nio hektar stort och gränsar till havet i väster, naturreservatet i norr och befintlig bebyggelse i söder och öster. Området såldes 2007 för SEK 30 miljoner efter konkursen av Klippans AB då dess personalstiftelse likviderades. Väskustvillan köpte området 2011 för SEK 33 miljoner med avsikt att förvandla Klippans stugby till ett lyxigt villaområde. Det marknadsfördes under försäljningen av tomterna som Roomservice-området, se nedan. Området fick detaljplanen utformad av stjärnarkitekten Gert Wingårdh. Hans intentioner har gett området sin prägel på byggnationen genom 31 tomter som separeras av ett gångstråk som leder ner till havet. Gångstråket ska enligt planbestämmelserna vara allmänt tillgängligt. Planförslaget anger också att befintliga större träd måste sparas och att områdets karaktär av orörd kustnära natur ska bevaras. Ett av husen i området har byggts genom bygg- och inredningsprogrammet Roomservice på Kanal 5 och ritats av Mija Kinning och sändes på TV under 2014.  

## Stranden
Stranden som helhet sträcker sig från  Stensåns mynning i söder ända till Halmstad i norr. Det är den längsta sammanhängande sandstranden i Sverige.
Stranden är en bred, mjuk sandstrand och långgrund.

## Vandringsstigar
Bakom sanddynerna i det tallbevuxna strövområdet sträcker sig vandringsstigar. I Eskilstorpsstrand norra del är det tvärgående skogskorridorer genom området från stranden med följande stigar från norr till söder:
- Tallstigen
- Ekstigen
- Bokstigen
- Bäckstigen (stigen går längs Skråbäck)

Naturreservatet Södra Skummeslöv börjar vid Eskilstorpsstrand norra del och reservatet kännetecknas av planterad tallskog och genomkorsas av vältrampade stigar. 